# Breath of Fire (videojuego)
Breath of Fire: Ryu no Senshi (ブレス オブ ファイア 竜の戦士?   o Breath of Fire) es un RPG desarrollado por Capcom, en principio para la consola SNES y lanzado por primera vez en Japón el abril de 1993. Fue lanzado en Norteamérica al año siguiente por Squaresoft. Capcom reconoce que Breath of Fire es su primer videojuego de rol. Más tarde, en 2001, el videojuego fue lanzado para una nueva plataforma, la Game Boy Advance, con algunas mejoras en el sistema de guardado y los gráficos, y su traducción al inglés fue estrenada por primera vez en Europa.
El videojuego está ambientado en un mundo fantástico y trata sobre los viajes de un chico llamado Ryu en la búsqueda de su hermana por todo el mundo, siendo capaz de transformarse en un poderoso dragón gracias a su ascendencia. Durante su busca, encontrará por el camino a otros guerreros y entrará en conflicto con el Clan de los Dragones de la Oscuridad, quienes ansían controlar el mundo resucitando a una deidad maligna. Tras el éxito cosechado con el primer Breath of Fire, se lanzaría el año siguiente la continuación de la historia con Breath of Fire II.

## Sistema de juego
Breath of Fire es un videojuego de rol tradicional, con personajes bidimensionales y ambientes con una perspectiva verticalista. El jugador puede mover al personaje en cuatro direcciones a través de mazmorras, bosques, campos y ciudades. Para continuar la historia, el jugador debe entrar en áreas peligrosas y aniquilar enemigos, aunque también se encontrará con personajes (que no pueden ser controlados) con los que interactuar y hacerles un hueco en el argumento.
Durante el juego, el protagonista, Ryu, conocerá a otros personajes que se le unirán, cada uno con distintas habilidades tanto dentro como fuera de la batalla. Esto incluye distintos hechizos mágicos y capacidades que pueden emplearse al relacionarse con el mundo (por ejemplo, resolviendo rompecabezas o abriendo nuevos caminos). El séquito del jugador asciende a cuatro miembros a la vez, mientras que el resto de personajes quedan en reserva (si bien pueden cambiarse cuando sea necesario, incluso en mitad de una batalla).  El jugador utiliza un menú que organiza las pertenencias del personaje, equipamiento o información sobre él mismo y atajos para acceder al menú con otros botones. Conforme avanza el juego, los jugadores pueden adquirir objetos y equipamiento que les ayudarán a fortalecer a sus personajes.
Una forma de progresar en el juego es enfrentarse a los enemigos hostiles y combatiendo con ellos en distintas áreas; los encuentros suceden al azar, cuando el jugador da unos pocos pasos. La batalla se rige por un sistema de turnos; el jugador asigna una acción a cada personaje en cada ronda de turnos, algo administrado por su capacidad de Agilidad. El medidor de salud de un personaje controlable aparece en números, que se vuelven rojos al llegar a un estado crítico, mientras que la salud de los enemigos es representada por una barra que debe vaciarse para derrotarlos. Algunos de los jefes más férreos seguirán luchando incluso después de haber agotado la barra de salud visible, pues su vitalidad queda oculta para el jugador. Gracias a los Puntos de Habilidades, un personaje puede lanzar hechizos para atacar a los enemigos o ayudar a sus aliados, y cuando un enemigo es vencido, todos los jugadores reciben puntos de experiencia que aumentarán su nivel de fuerza física o mágica o hasta les hará descubrir nuevos encantamientos.
El progreso del juego se guarda en una de las tres ranuras del cartucho de juego y puede accederse a ellas mediante las estatuas con forma de dragón, presentes a lo largo del juego.

## Trama

### Personajes
El diseño de los personajes fue tarea de Keiji Inafune, también conocido en otras series de videojuegos como Mega Man, si bien la dirección artística corresponde a Tatsuya Toshikawa. Cada uno de los personajes proviene de un clan distinto, desde seres antropomorfos a criaturas con forma animal con espléndidos poderes y habilidades de las que se servirá el protagonista en batallas o en otras situaciones que requieran su actuación, como la busca de objetos ocultos.
El protagonista es un joven hombre llamado Ryu, uno de los últimos sucesores del Clan de los Dragones de Luz, quienes habían sido arrojados prácticamente a la extinción por el clan opuesto, el de los Dragones de la Oscuridad. Cuando la hermana de Ryu es capturada por ellos, Ryu empieza a buscarla por todo el mundo para traerla de vuelta y, de paso, desarrollar su habilidad de convertirse en un hercúleo dragón. Durante su viaje, Ryu puede reclutar a otros personajes que se incorporarán a su séquito, entre ellos Nina, princesa del Reino de Windia, cuyos habitantes pueden transformarse en gigantescos pájaros; a Bo (Gilliam en la versión japonesa), licántropo y preso de los Dragones Oscuros cuando arrasaron su patria; a Karn (Danc en la versión japonesa), perteneciente a una orden de ladrones capaces de combinarse para crear a poderosos luchadores; a Gobi (Manillo en la versión japonesa), un hombre-pez y mercader ambulante capaz de mudar su forma humana por la de un colosal pez; a Ox (Builder en la versión japonesa), una gran criatura con apariencia humana y de buey originario de un pueblo de herreros; a Mogu, un hombre topo que puede cavar hoyos en algunas zonas; y a Bleu (Deis en la versión japonesa), una nigromante con forma de serpiente de caderas abajo que puede lanzar potentes hechizos mágicos.
Los principales antagonistas son los componentes del Clan de los Dragones de la Oscuridad, un imperio bélico cuyos soldados pueden devenir en dragones. Son dirigidos por el emperador Zog, (Zorgon en la versión japonesa), quien codicia el control del mundo y el poder de la diosa Tyr (Myria en la versión japonesa), sellada con seis llaves mágicas distribuidas por todo el mundo por el Clan de los Dragones de Luz. El principal general es Jade (Judas en la versión japonesa) que, por su parte, dirige a las Cuatro Devas: Cort (Kyura en la versión japonesa), una científica maligna; Mote (Sigmund en la versión japonesa), un taumaturgo experto en aterrorizar a la gente en sus sueños; Cerl (Carla en la versión japonesa), una media maga que busca vengarse de los humanos por el maltrato que éstos le dieron; y Goda, una criatura armada.

### Argumento
Breath of Fire tiene lugar en un mundo sin nombre con ambientación medieval. No sólo está poblado de humanos, sino que también conviven con ellos clanes de animales antropomorfos. El Clan de los Dragones (una raza de humanos capaz de convertirse en dragones) se diferencian del resto en que sus miembros parecen humanos la mayor parte del tiempo. El trasfondo de la historia queda resumido durante el prólogo: cientos de años atrás, la diosa Tyr sembró la discordia entre los miembros del Clan de los Dragones al ofrecerles la realización de cualquier deseo. Esto causó la separación del clan en dos bandos: los de Luz y los de Oscuridad, que entamblaron combate con sus contrarios. Tyr les animó a pelear y observó cómo la guerra crecía más y más. Cuando el mundo estaba al borde de la destrucción, la Guerra de la Diosa terminó cuando uno de los Dragones de Luz recluyó a Tyr utilizando seis llaves mágicas que escondió por todo el mundo. Cada llave tiene una propiedad mágica muy vinculada a su entorno. La Llave de Luz está oculta en la ciudad costera de Auria, mientras que la Llave de Oscuridad se encuentra en los barrios bajos de Bleak (en inglés, bleak significa sombrío, lóbrego, por estar sumida esta ciudad en perpetuas tinieblas)
Los Dragones de la Oscuridad continuaron dando caza a sus enemigos, los Dragones de la Luz, e intentaron marginarlos y extinguirlos después. Pero los Dragones de la Oscuridad no saben que sus enemigos habían sellado su poder mucho tiempo atrás. El protagonista, un chico huérfano llamado Ryu, vive plácidamente con su hermana Sara en una aldea habitada por supervivientes de los Dragones de la Luz. Sara es una sacerdotisa capaz de invocar fuertes poderes mágicos. Ryu sueña una noche con un dragón que le advierte de un inminente peligro, y cuando despierta, encuentra su aldea sumida en las llamas. Sara utiliza su magia para apartar a su hermano y al resto de ciudadanos del ataque de los Dragones de la Oscuridad, pero es secuestrada. El emperador Zog, que dirige a los Dragones de la Oscuridad, anuncia entonces el derecho inalienable de su clan de conquistar el mundo. Zog intentará entonces liberar a la diosa Tyr uniendo las seis llaves mágicas, pero Ryu se embarcará en una aventura contrarreloj para evitar que Zog se haga con ellas.

## Truco
Durante nuestra nueva partida usando el segundo mando apretando y+l+r y siguiendo unas secuencias direccionales notaremos que la pantalla de introducción de nombre de vuelve roja esto es señal de que hicimos bien el truco (las secuencias de dirección se hacen con el primer mando) gran parte de los nombres siguiendo estos patrones direccionales están basados en street figther pero no todos
- RYU / きよみ (arriba 4 veces,derecha 3 veces,abajo 8 veces,1 vez a la izquierda) (Ryu 8, Nina 7)
- CHUN / コジー  (arriba 4 veces,derecha 2 veces,abajo 8 veces,1 vez a la izquierda) (Ryu 14,Nina 12,Bo 12)
- VEGA / なふきん (arriba 4 veces,derecha 2 veces,abajo 8 veces,1 vez a la izquierda) (Gobi 15)
- KEN / バンブー  (arriba 4 veces,derecha 2 veces,abajo 8 veces,1 vez a la izquierda) (Ryu 24,Bo 24,Nina 24,Karn,24,Gobi 24,Ox,24,Bleu 24)
- DeeJ / ドン  (arriba 4 veces,derecha 2 veces,abajo 8 veces,1 vez a la izquierda) (Ryu 29,Bo 29,Nina 29,Karn,29,Gobi 29,Ox,29,Bleu 29,Mogu 29)
- Fei (arriba 4 veces,derecha 2 veces,abajo 8 veces,1 vez a la izquierda) (te manda al menu de inicio te deja los mandos inútiles por lo que hay que reiniciar la consola) (Ryu 1)

- Nota: la peculiaridad que aguardan las partidas guardadas es que tienen una suma muy grande de dinero y los segmentos del juego de cada nombre es distinto al igual que en los niveles que vienen los personajes  los códigos direccionales funcionan en las versiones de super nintendo famicom y wii u

- Datos: Q2532658